# 范延光
范延光（？—940年），字子环，五代十国后唐、后晋将领。相州临漳人（今河北省临漳）人。

## 背景
李嗣源夺取天平军后，派范延光去向李存勖请求增兵马家口，范延光在途中被后梁俘虏，押到都城大梁，遭受刑讯，被鞭打数百下、以刀剑相逼，但没有供出军情。后唐灭后梁后，因功授銀青光祿大夫、工部尚書。

## 唐明宗年间
后为宣徽南院使，以平定朱守殷之乱，授为枢密使。

## 唐闵帝和末帝年间
后来镇压魏州天雄兵变，改为天雄軍节度使。

## 后晋高祖年间
石敬瑭代后唐建立后晋后，范延光很迟才归降、致贺，而他的女儿又是后唐末帝子雍王李重美妃，虽然石敬瑭封他为临清郡王以示安抚，但两人彼此并不信任。
937年，在邺城反晋，次年兵败後归罪下属孙锐并將其灭族，请求投降，石敬瑭先拒绝，后接受，于是范延光派儿子范守图、范守英入质大梁而后开城投降，获赐铁券，为天平军节度使，改封東平王，以太子少师致仕，最后被杨光远杀害。

## 延伸阅读
[在维基数据编辑]
 在维基文库阅读此作者作品
 《舊五代史/卷97》，出自薛居正《舊五代史》
 《新五代史·卷51》，出自歐陽修《新五代史》